# 尹安娜
尹安娜（1992年3月23日—）是中國女子田徑運動員，曾參加2012年夏季奧林匹克運動會田徑3000公尺障礙，以10分09.10秒名列預賽第2組第14名，未能晉級決賽。

## 外部連結
- 尹安娜在的頁面